# والتر باريت
والتر باريت (بالإنجليزية: Walter Barrett) هو لاعب كرة قدم أمريكية أمريكي، ولد في 9 يناير 1885 في كوفينجتون في الولايات المتحدة، وتوفي في 11 يونيو 1931 في سان أنطونيو في الولايات المتحدة.